# Себастіан Себулонсен
Себастіан Серос Себулонсен (норв. Sebastian Søraas Sebulonsen, нар. 27 січня 2000, Ставангер, Норвегія) — норвезький футболіст, фланговий захисник данського клубу «Брондбю» та молодіжної збірної Норвегії.

## Ігрова кар'єра

### Клубна
Себастіан Себулонсен є вихованцем клубу «Сола», у складі якого він і дебютував на дорослому рівні у Другому дивізіоні чемпіонату Норвегії. На початку 2020 року футболіст підписав дворічний контракт з клубом Елітсерії «Вікінг». Влітку 2020 року Себулонсен зіграв першу гру у вищому дивізіоні Норвегії. 2021 рік футболіст провів в оренді у клубі «Мйондален».
Влітку 2022 року Себулонсен підписав чотирічний контракт з данським клубом «Брондбю». Восени того року захисник узяв участь у Ліги конференцій.

### Збірна
З 2021 року Себастіан Себулонсен є гравцем молодіжної збірної Норвегії.